# Alessandro La Marmora
Pour les articles homonymes, voir La Marmora.
Alessandro Ferrero La Marmora, né le 27 mars 1799 à Turin, mort le 7 juin 1855 en Crimée, est un général italien. Il est un grand personnage du Risorgimento italien, fondateur du corps des bersagliers.

## Biographie
Alessandro La Marmora est issu d’une famille noble, les Ferrero della Marmora.
Huitième de treize enfants, il est le fils du marquis Celestino Ferrero della Marmora, capitaine dans le régiment d'Ivrée, et de la comtesse Raffaella Argentero de Bersezio .
Étudiant zélé, particulièrement dans les disciplines scientifiques (il étudie un nouveau type de fusil à chargement automatique), il étudie dans les vallées de Biella à la recherche de nouvelles méthodes de défenses des frontières, après avoir reçu des promotions militaires de la part du roi Charles-Félix de Savoie.
Au cours de cette période, il voyage en France, en Angleterre, en Bavière, en Saxe, en Suisse et au Tyrol afin d’étudier les armes, les organisations et les institutions des différentes armées.
En 1831, il formule une première proposition pour la formation de troupes légères sous la dénomination de bersagliers.
Le projet ne verra le jour que cinq ans plus tard : en 1835, la capitaine La Marmora présente au roi Charles-Albert de Sardaigne sa proposition pour la création d’une compagnie de bersagliers.

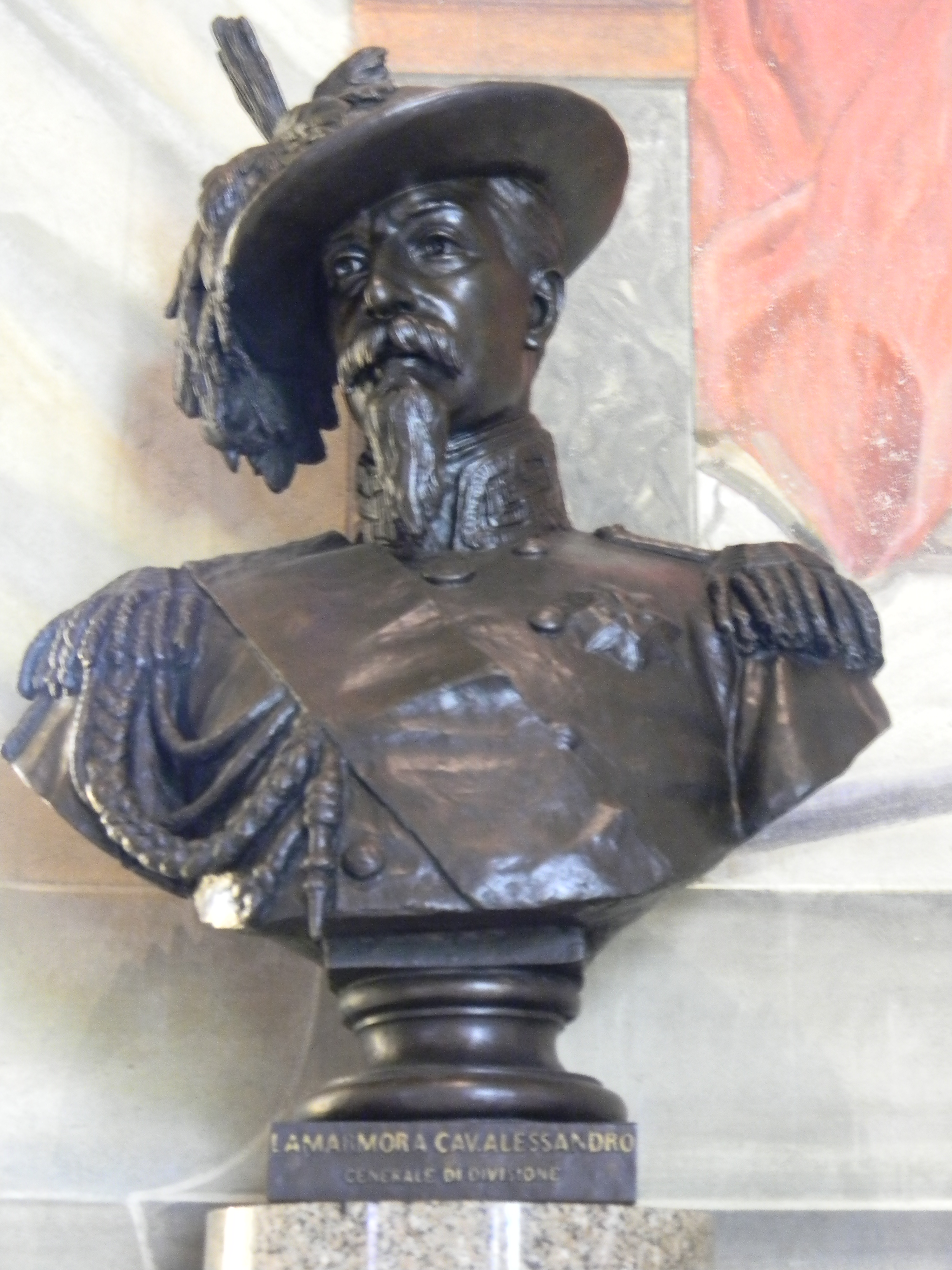
Buste
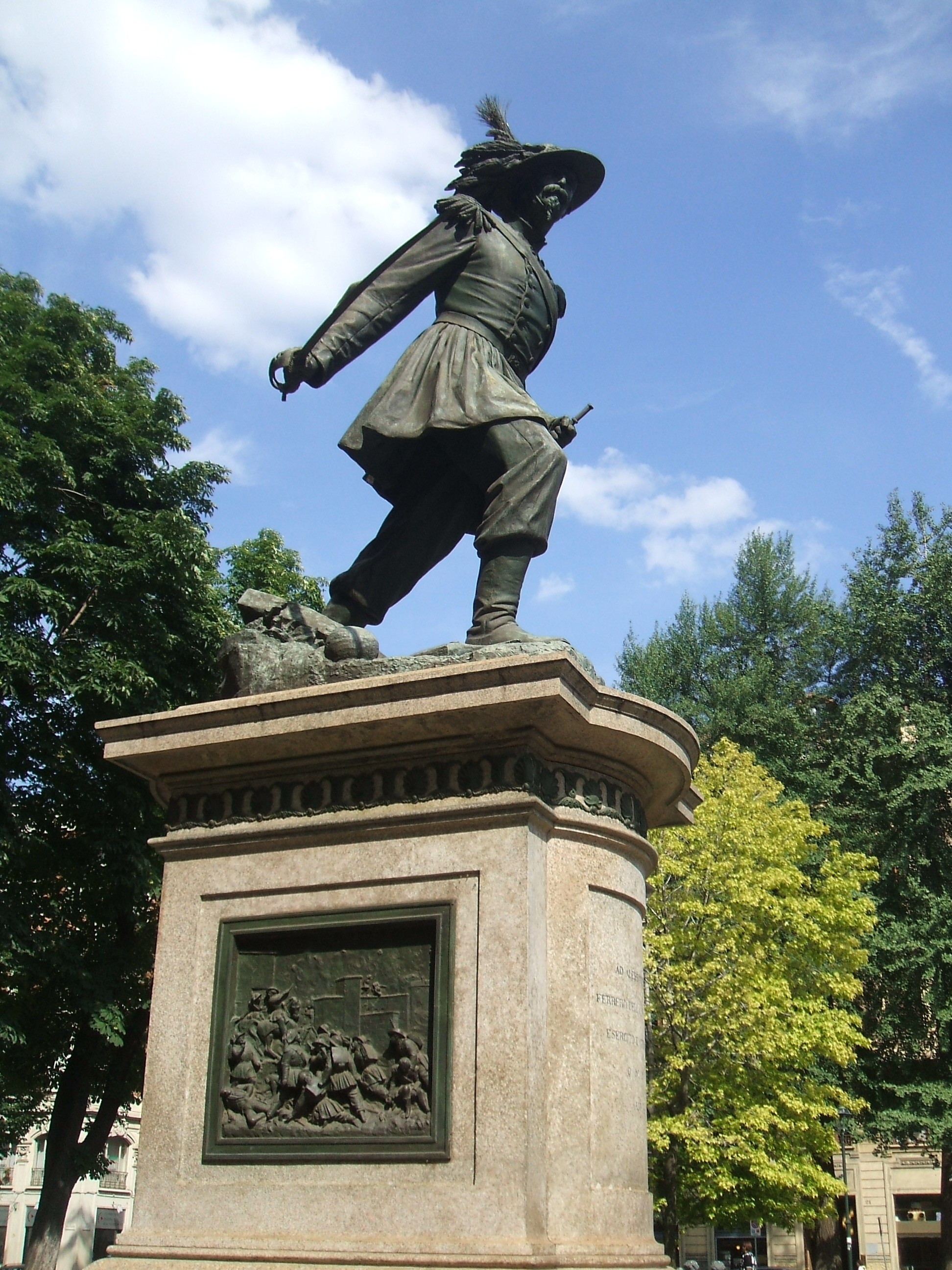
Statue de La Marmora à Turin.

## Le corps des bersagliers
L'année suivante les compagnies d’infanterie dites des bersagliers sont créées avec l’objectif de réaliser des actions rapides et efficaces.
Le 18 juin 1836 le roi crée un corps de bersagliers dans l’armée royale.
Pendant la convalescence pour les blessures qu’il a reçu à la bataille de Goito en 1848, La Marmora écrit les instructions provisoires pour les bersagliers et un traité de tir à l’intention des volontaires.
À Gênes en 1852, il fait la connaissance de Rosa Raccatagliata qu’il épouse deux ans plus tard.
À l’automne 1854 une épidémie de choléra éclate dans le chef-lieu ligure et Alessandro assiste les malades dans les hôpitaux ; il écrit un opuscule sur la maladie intitulé Cholera Morbus.
Malgré son affaiblissement, le 22 mars 1855, encouragé par son frère Alfonso La Marmora, plus jeune que lui de cinq ans, le général Alessandro La Marmora prend le commandement de la seconde division du corps de Crimée qui sera sa dernière expédition.
Il meurt du choléra le 7 juin 1855 en Crimée après avoir débarqué à la tête de ses hommes à Balaklava. Sa femme resta longtemps en Crimée ; ils reposent depuis 1911 dans la basilique de San Sebastiano à Biella.

## Sources
- (it) Cet article est partiellement ou en totalité issu de l’article de Wikipédia en italien intitulé « Alessandro La Marmora » (voir la liste des auteurs).